# Церква Вознесіння Господнього (Жнибороди)
Церква Вознесіння Господнього — парафія і храм Бучацького благочиння Тернопільської єпархії Православної церкви України в с. Жнибородах Бучацького району Тернопільської області.

## Історія
26 жовтня 1995 року єпископом Тернопільським і Бучацьким Василієм посвячено хрест і місце під забудову майбутнього храму, закладено перший камінь фундаменту;
14 травня 1996 — розпочато будівництво храму;
13 грудня 1999 — на свято св. Апостола Андрія Первозваного відкрито церкву;
2000 — на свято Вознесіння Господнього храм посвятив митрополит Тернопільський і Бучацький Василій, священика Івана Процика нагороджено митрою, нагороджено орденом Володимира Великого Михайла Стрілецького, медалями Ігоря Кучера, Ігоря Василечка, Михайла Цибульського, Миколу Бакалюса, Анатолія Здановського, Володимира Шипа, Богдана Юськевича;
2003 — освячено нові дзвони, які встановили за кошти родини Паславських.

## Парохи
| Ім'я           | Роки             | Коротка довідка                                             |
| -------------- | ---------------- | ----------------------------------------------------------- |
| о. Іван Процик | від березня 1992 | батько Архієпископа Рівненського і Острозького ПЦУ Іларіона |

## Джерело
- Храм св. Арх. Михаїла с. Жнибороди //  Храми Української Православної Церкви Київського патріархату. Тернопільщина / Автор концепції Куневич Б.; головний редактор Буяк Я.; фото: Снітовський О., Крочак І., Кислинський Е., Бурдяк В. — Тернопіль : ТОВ «Новий колір», 2012. — С. 85. : іл. — ISBN 978-966-2061-24-6. (у книзі допущено фактологічну помилку в назві парафії і церкви)